# Saint-Laurent-des-Bois, Loir-et-Cher

Saint-Laurent-des-Bois este o comună în departamentul Loir-et-Cher, Franța. În 1 ianuarie 2022 avea o populație de 329 de locuitori.